# Michail Michailowitsch Pleschkow

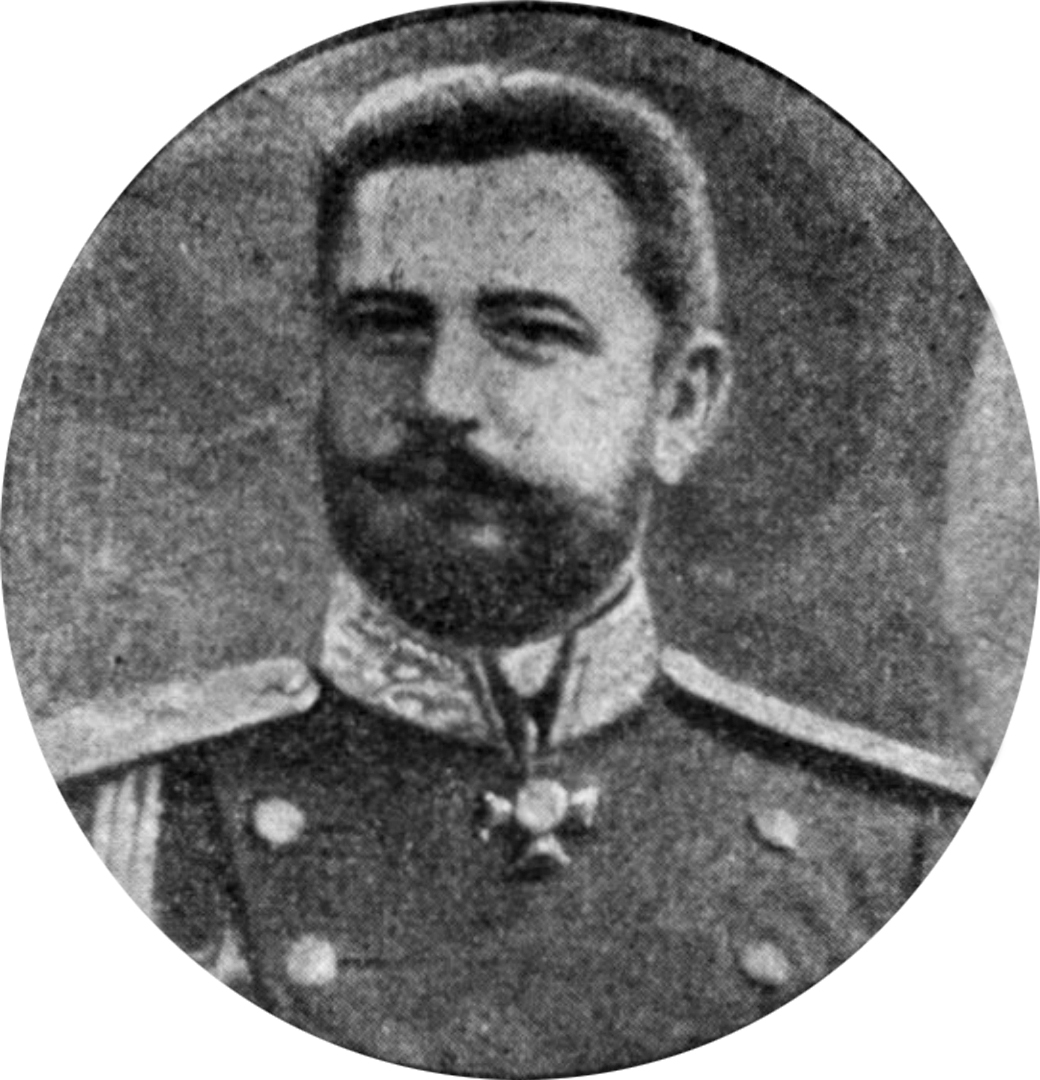
Michail Michailowitsch Pleschkow

Michail Michailowitsch Pleschkow  (russisch Михаил Михайлович Плешков; * 20. Oktoberjul. / 1. November 1856greg. in Nikolajew, Gouvernement Mogiljow, Russisches Kaiserreich; † 21. Mai 1927 in Harbin, Mandschurei) war ein Offizier der Kaiserlich Russischen Armee.

## Leben

### Offiziersausbildung und Aufstieg zum General der Kavallerie
Michail Michailowitsch Pleschkow stammte aus einer adligen Kosakenfamilie aus dem Gouvernement Mogiljow und besuchte die Militärkadettenanstalt in Woronesch. Nach deren Abschluss trat er am 10. August 1874 in die Kaiserlich Russische Armee ein und war 1876 Absolvent der Kavallerieschule Nikolajew. Am 10. August 1876 trat er als Unterleutnant (Kornet) in die 1. Kosakenschwadron ein und wurde am 20. April 1880 zum Leutnant (Porutschik) befördert. Nachdem er am 8. November 1884 seine Beförderung zum Stabshauptmann (Stabs-rotmistr) erhalten hatte, absolvierte er 1884 die Kaiserliche Generalstabsakademie. Am 8. November 1884 wurde er Hauptmann (Rotmistr) im Generalstab und zum Militärbezirk Vilnius versetzt.
Daraufhin fand er vom 9. November 1884 bis zum 5. Dezember 1887 Verwendung als Adjutant der 4. Kavalleriedivision und war zwischen dem 9. November 1887 und dem 16. Dezember 1888 Stabsoffizier für Sondereinsätze im Hauptquartier des III. Armeekorps. In dieser Verwendung erfolgte am 24. April 1888 seine Beförderung zum Oberstleutnant (Podpolkownik) und im Anschluss erfolgte vom 16. November 1888 bis zum 5. Dezember 1890 ein Einsatz als Stabsoffizier für Sondereinsätze im Hauptquartier des V. Armeekorps. Zugleich war er in dieser Zeit zwischen dem 5. Dezember 1888 und dem 5. Juli 1890 zur praktischen Kavalleriefortbildung zum 10. Kavallerieregiment in Jekaterinoslaw. Daraufhin war Pleschkow vom 5. Dezember 1890 bis zum 6. März 1894 Leiter der Kampfabteilung des Hauptquartiers der Festung Brest-Litowsk und erhielt dort am 5. April 1892 seine Beförderung zum Oberst (Polkownik). Als solcher war er zwischen dem 6. März 1894 und dem 3. Mai 1898 Chef des Stabes der 1. Don-Kosaken-Division sowie vom 3. Mai 1898 bis zum 25. Januar 1902 Kommandeur des 29. Dragonerregiments in Odessa.
Am 25. Januar 1902 wurde Michail Pleschkow zum Generalmajor befördert und übernahm zwischen dem 25. Januar 1902 und dem 15. Juni 1907 den Posten als Kommandeur der 2. Brigade der 2. Kavallerie-Division. Er wurde am 15. Juni 1907 zum Generalleutnant befördert und fungierte zwischen dem 15. Juni 1907 und dem 11. Mai 1912 als Kommandeur der 7. Kavallerie-Division. Danach wurde am 11. Mai 1912 Kommandierender General des I. Sibirischen Armeekorps und erhielt als solcher am 15. Juni 1914 mit Wirkung zum 14. April 1913 seine Beförderung zum General der Kavallerie.

### Erster Weltkrieg und Einsatz in China
General Michail Michailowitsch Pleschkow nahm am Ersten Weltkrieg teil und war während der Schlacht am Naratsch-See (18. März bis Ende März 1916) Kommandeur der nach ihm benannten Angriffsgruppe „(Nördliche Armeegruppe Pleschkow)“ der 2. Armee, die sich aus Verbänden des I. Armeekorps unter General Alexander Alexandrowitsch Duschkewitsch, dem XVII. Armeekorps unter General Dmitri Wassiljewitsch Balanin, dem VII. Kavalleriekorps unter General Georgi Alexandrowitsch Tumanow sowie dem von ihm selbst kommandierten I. Sibirischen Armeekorps. Am 3. Juli 1917 wurde er krankheitsbedingt seines Amtes enthoben und in die Reserve zum Hauptquartier des Minsker Militärbezirks abgeordnet.
1918 ging er in den Fernen Osten, wo er Oberhaupt der Russen in der Sperrzone der Ostchinesischen Eisenbahn КВЖД (Китайско-Восточная железная дорога) wurde, in der auch das Hauptquartier eines eigenständigen Korps lag. Am 24. Dezember 1918 wurde er selbst Oberbefehlshaber in der Sperrzone der Ostchinesischen Eisenbahn und 1919 zum Vorsitzenden des Komitees für die Unterstützung der Russen gewählt. Er wurde jedoch bald darauf dienstunfähig. 1923 bildete er eine Einheit von 300 Offizieren der Weißen Armee in China, um in der Armee von Marschall Zhang Zuolin zu dienen. Daraufhin ging er ins Exil und starb an Tuberkulose in Harbin.

### Ehrungen und Auszeichnungen
Michail Pleschkow wurde für seine militärischen Verdienste mehrmals ausgezeichnet und erhielt unter anderem 1886 den Sankt-Stanislaus-Orden Dritter Klasse, 1895 den Orden der Heiligen Anna Dritter Klasse, 1900 den Sankt-Stanislaus-Orden Zweiter Klasse, 1906 den Orden des Heiligen Wladimir Dritter Klasse, am 6. Dezember 1910 den Sankt-Stanislaus-Orden Erster Klasse, am 6. Dezember 1913 den Orden der Heiligen Anna Erster Klasse, am 26. November 1914 den Orden des Heiligen Georg, am 26. Februar 1915 den Orden des Heiligen Wladimir Zweiter Klasse mit Schwertern, am 12. März 1915 den Orden des Heiligen Georg Vierter Klasse, am 9. April 1915 den Kaiserlich-Königlichen Orden vom Weißen Adler mit Schwertern sowie am 15. März 1916 den Kaiserlichen Orden des Heiligen und Rechtgläubigen Großfürsten Alexander Newski. 1901 wurde er zudem Kommandeur des Ordens der Eichenkrone des Großherzogtums Luxemburg.